# 康定马先蒿
康定马先蒿（学名：Pedicularis kangtingensis）为列当科马先蒿属的植物，是中国的特有植物。分布于中国大陆的四川等地，生长于海拔3,600米的地区，多生于高山草地中，目前尚未由人工引种栽培。